# Bohlinia
Bohlinia là một chi Hươu cao cổ đã tuyệt chủng. Nó được đặt tên đầu tiên bởi nhà cổ sinh vật học W. Matthew năm 1929, và gồm 2 loài B. adoumi và B. attica. Loài B. attica từng được tái xếp loại nhiều lần, đầu tiên là Camelopardalis attica và sau đó là Giraffa attica.